# Stiphidion raveni
Stiphidion raveni är en spindelart som beskrevs av Davies 1988. Stiphidion raveni ingår i släktet Stiphidion och familjen Stiphidiidae.
Artens utbredningsområde är New South Wales. Inga underarter finns listade i Catalogue of Life.